# Lusophonie
La lusophonie (ou lusofonia ; issu du nom de la province de Lusitanie) est l'ensemble des identités culturelles, régions, pays et communautés liés à la locution du portugais comme l'Angola, le Brésil (qui est le plus grand pays lusophone avec plus de 200 millions d'habitants), le Cap-Vert, la Guinée-Bissau, Macao, le Mozambique, le Portugal, Sao Tomé-et-Principe, et le Timor oriental.

La Galice, communauté autonome espagnole, est un membre observateur de la communauté des pays de langue portugaise.
On compte près de 220 millions de lusophones natifs à travers le monde.

Distribution de la langue portugaise dans le monde :
Langue maternelle
Langue officielle et administrative
Langue culturelle ou secondaire

## Membres
| Pays                 | Population (2014) | IDH (2021)         |
| -------------------- | ----------------- | ------------------ |
| Brésil               | 202 656 788       | 0,754 (élevé)      |
| Mozambique           | 24 692 144        | 0,446 (faible)     |
| Angola               | 24 300 000        | 0,586 (moyen)      |
| Portugal             | 10 813 834        | 0,866 (très élevé) |
| Guinée-Bissau        | 1 693 398         | 0,483 (faible)     |
| Timor oriental       | 1 201 542         | 0,607 (moyen)      |
| Macao                | 587 914           | (nd)               |
| Cap-Vert             | 538 535           | 0,662 (moyen)      |
| Sao Tomé-et-Principe | 190 428           | 0,618 (moyen)      |
| Total                | 267 396 837       | -                  |

Note :
1. ↑  Certains linguistes soutiennent que le galicien, parlé en Galice (mais aussi au nord du Portugal), n'est en fait qu'un dialecte du portugais ; ce qui, bien sûr, ferait également du nord-ouest de l'Espagne une partie du monde lusophone.